# Kalotermitidae
Kalotermitidae là một họ mối. Họ Kalotermitidae có 22 chi và 419 loài.

## Genera
- Calcaritermes
- Cryptotermes
- Glyptotermes
- Incisitermes
- Kalotermes
- Marginitermes
- Neotermes
- Paraneotermes
- Procryptotermes
- Pterotermes